# Andrija Grbović
Andrija Grbović (in montenegrino Андрија Грбовић; Pljevlja, 16 settembre 2003) è un cestista montenegrino.

## Carriera

### Nazionale
Con la nazionale Under-20 montenegrina ha vinto la medaglia di bronzo agli Europei del 2022.

## Palmarès

### Competizioni giovanili
- Juniorska ABA Liga: 1

Mega Basket: 2021-22

### Individuale
- Juniorska ABA Liga MVP: 1

Mega Basket: 2021-22
- Quintetto ideale della Juniorska ABA Liga: 1

Mega Basket: 2021-22